# Kouring
Kouring est un village du Sénégal situé en Basse-Casamance, au sud de Nyassia et à proximité de la frontière avec la Guinée-Bissau. Il fait partie de la communauté rurale de Nyassia, dans l'arrondissement de Nyassia, le département de Ziguinchor et la région de Ziguinchor.
Lors du dernier recensement (2002), la localité comptait 115 habitants et 16 ménages.